# العلاقات المالية الناميبية
العلاقات المالية الناميبية هي العلاقات الثنائية التي تجمع بين مالي وناميبيا.

## مقارنة بين البلدين
هذه مقارنة عامة ومرجعية للدولتين:
| وجه المقارنة                                              | مالي            | ناميبيا      |
| --------------------------------------------------------- | --------------- | ------------ |
| المساحة (كم2)                                             | 1.24 مليون      | 825.62 ألف   |
| عدد السكان (نسمة)                                         | 18.54 مليون     | 2.53 مليون   |
| الكثافة السكانية (ن./كم²)                                 | 14.95           | 3.06         |
| العاصمة                                                   | باماكو          | ويندهوك      |
| اللغة الرسمية                                             | لغة فرنسية      | لغة إنجليزية |
| العملة                                                    | فرنك غرب أفريقي | دولار ناميبي |
| الناتج المحلي الإجمالي (بليون دولار)                      | 15.29 مليار     | 13.24 مليار  |
| الناتج المحلي الإجمالي (تعادل القوة الشرائية) بليون دولار | 35.69 مليار     | 25.60 مليار  |
| الناتج المحلي الإجمالي الاسمي للفرد دولار أمريكي          | 724             | 4.67 ألف     |
| الناتج المحلي الإجمالي للفرد دولار أمريكي                 | 1.60 ألف        | 9.96 ألف     |
| مؤشر التنمية البشرية                                      | 0.419           | 0.628        |
| رمز المكالمات الدولي                                      | +223            | +264         |
| رمز الإنترنت                                              | .ml             | .na          |
| المنطقة الزمنية                                           | 00              | ت ع م+02:00  |

## منظمات دولية مشتركة
يشترك البلدان في عضوية مجموعة من المنظمات الدولية، منها:
| علم المنظمة | اسم المنظمة                                                | تاريخ انضمام مالي | تاريخ انضمام ناميبيا |
| ----------- | ---------------------------------------------------------- | ----------------- | -------------------- |
|             | البنك الإفريقي للتنمية                                     | ?                 | ?                    |
|             | العملية المشتركة للاتحاد الأفريقي والأمم المتحدة في دارفور | ?                 | ?                    |
|             | البنك الدولي للإنشاء والتعمير                              | 27 سبتمبر 1963    | 25 سبتمبر 1990       |
|             | منظمة التجارة العالمية                                     | ?                 | ?                    |
|             | منظمة حظر الأسلحة الكيميائية                               | ?                 | ?                    |
|             | الأمم المتحدة                                              | 28 سبتمبر 1960    | 23 أبريل 1990        |
|             | مجموعة دول أفريقيا والكاريبي والمحيط الهادئ                | ?                 | ?                    |
|             | الاتحاد الأفريقي                                           | ?                 | ?                    |
|             | وكالة ضمان الاستثمار متعدد الأطراف                         | 22 أكتوبر 1992    | 25 سبتمبر 1990       |
|             | منظمة الشرطة الجنائية الدولية                              | ?                 | ?                    |
|             | يونسكو                                                     | 7 نوفمبر 1960     | 2 نوفمبر 1978        |
|             | مؤسسة التمويل الدولية                                      | 9 مايو 1978       | 25 سبتمبر 1990       |
|             | الاتحاد البريدي العالمي                                    | ?                 | ?                    |
|             | الاتحاد الدولي للاتصالات                                   | 21 أكتوبر 1960    | 25 يناير 1984        |